# Africa Spectrum
Africa Spectrum est une revue scientifique spécialisée sur les évolutions politiques, économiques et sociales en Afrique qui paraît depuis 1966. C’est une revue à comité de lecture et elle est indexée sur ISI.

## Éditeur
Africa Spectrum est édité par l’Institut GIGA des affaires africaines (GIGA-Institut für Afrika Studien) à Hambourg. La revue, qui paraît trois fois par an, fait partie de la GIGA Journal Family du GIGA German Institute of Global Area Studies (Hambourg). Andreas Mehler et Henning Melber en sont directeurs de la rédaction. 
La GIGA Journal Family est financée par la DFG (Fondation allemande pour la recherche) comme projet-pilote en publication libre accès. Africa Spectrum et les autres revues en sciences sociales de la GIGA Journal Family ont été transformées en revues libre accès et sont chargeables gratuitement en ligne, tout en continuant à paraître en version papier. 

## Concept
Africa Spectrum s’adresse tant aux spécialistes de l’Afrique qu’aux personnes qui s’intéressent à l’Afrique dans les domaines des sciences sociales, de la politique, de l’économie, de l’administration et les médias. Les articles publiés ont tous été soumis à une double évaluation anonyme (peer review) de façon à garantir leur qualité.
Africa Spectrum est évalué et indexé entre autres par le Social Science Citation Index (ISI/SSCI), le Public Affairs Information Service (PAIS), et l’International Bibliography of the Social Sciences (IBSS). Par ailleurs, la revue fait partie du corpus de base de nombreuses bibliothèques universitaires en Allemagne et d’autres pays.